# Basilia typhlops
Basilia typhlops är en tvåvingeart som beskrevs av Guimaraes 1972. Basilia typhlops ingår i släktet Basilia och familjen lusflugor.
Artens utbredningsområde är Venezuela. Inga underarter finns listade i Catalogue of Life.